# Granada (Meta)
Granada  è un comune della Colombia del dipartimento di Meta.
Al censimento del 2005 possedeva una popolazione di 50.837 abitanti.